# صفرلی (تووز)
صفرلی (به لاتین: Səfərli) یک منطقه مسکونی در جمهوری آذربایجان است که در شهرستان تووز واقع شده است. صفرلی ۴۵۷ نفر جمعیت دارد.